# Fabio Concato (1984)
Fabio Concato è il quinto album discografico di Fabio Concato, pubblicato dall'etichetta discografica Philips Records nel 1984.
L'album contiene il brano di successo Fiore di maggio, mentre il resto è un alternarsi di brani pieni di nostalgia (Ti ricordo ancora e Guido piano), sentimentali (Tienimi dentro te e Sexy tango) ed anche esistenziali (Quando sarò grande).
Curioso anche il brano Computerino, che, estremamente avanguardistico, sembra anticipare di oltre 40 anni i tempi moderni, dove ormai la didattica è svolta in gran parte con l'ausilio di computer e altri dispositivi multimediali.

## Tracce
Testi e musiche di Fabio Concato.
Lato A
1. Fiore di maggio – 3:53
2. Ti ricordo ancora – 4:00
3. Sexy tango – 4:11
4. Tienimi dentro te – 4:33
5. La nave – 2:07

Durata totale: 18:44
Lato B
1. Guido piano – 3:40
2. Computerino – 2:53
3. Quando sarò grande – 4:15
4. Rosalina – 2:26
5. Festa di mare – 4:27

Durata totale: 17:41

## Formazione
- Fabio Concato - voce
- Massimo Luca - chitarra
- Vince Tempera - pianoforte, Fender Rhodes
- Ares Tavolazzi - basso
- Ellade Bandini - batteria
- Stefano Pulga - pianoforte, Fender Rhodes
- Mauro Paoluzzi - chitarra elettrica
- Piero Cairo - programmazione
- Aldo Banfi - sintetizzatore
- Paolo Donnarumma - basso
- Alfredo Golino - batteria
- Renè Mantegna - percussioni
- Pier Michelatti - basso
- Lele Melotti - batteria
- Maurizio Preti - percussioni
- Sergio Fanni - flicorno
- Claudio Pascoli - sassofono tenore

Note aggiuntive
- Realizzato da Vince Tempera per PolyGram
- Registrato e missato negli studi PolyGram da Bruno Malasoma con la collaborazione di Davide Marinone
- Transfert PolyGram effettuato da Gennaro Carone
- Arrangiamenti di Vince Tempera (Fiore di maggio / Ti ricordo ancora / Guido piano / Computerino / Rosalina / Festa di mare)
- Arrangiamenti di Mauro Paoluzzi (Sexy tango / Tienimi dentro te / La nave / Quando sarò grande)
- In copertina una figura del mazzo di cartomanzia Le Corti d'amore edito dalla Modiano di Trieste
- Copertina di Francesco Messina (Polystudio)
- Fotografie: Paolo Sacco[2]